# Ludovic Martin
Ludovic Martin (Mantes-la-Jolie, Yvelines, 17 de març de 1976) va ser un ciclista francès, professional des del 2001 fins al 2007.

## Palmarès
- 1999
  - Vencedor d'una etapa al Tour de la Creuse
- 2000
  - 1r a la Manche-Océan
  - Vencedor d'una etapa a la Ruban Granitier Breton
  - Vencedor d'una etapa als Tres dies de Cherbourg
- 2006
  - 1r al Tour del Gavaudan Llenguadoc-Rosselló i vencedor d'una etapa
  - 1r al Tour Nivernais Morvan i vencedor d'una etapa

### Resultats al Tour de França
- 2004. 119è de la classificació general